# Parmenosoma griseum
Parmenosoma griseum là một loài bọ cánh cứng trong họ Cerambycidae.